# Geraci Siculo
Geraci Siculo – miejscowość i gmina we Włoszech, w regionie Sycylia, w prowincji Palermo.
Według danych na rok 2004 gminę zamieszkiwało 2101 osób, 18,8 os./km².